# Djombi
Djombi est un village du Cameroun situé dans le département du Djérem et la Région de l'Adamaoua. Il fait partie de la commune de Tibati.

## Population
En 1967, Djombi I comptait 62 habitants, principalement Gbaya et Djombi II en comptait 110, principalement Foulbe. Lors du recensement de 2005, 3 333 personnes y ont été dénombrées.